# Josef Plojhar
Josef Plojhar (2. března 1902 České Budějovice – 5. listopadu 1981 Praha) byl český a československý římskokatolický kněz a politik, člen Československé strany lidové, který od roku 1945 kolaboroval s KSČ a po roce 1948 patřil k hlavním postavám ČSL coby loajální součásti komunistického režimu.
Byl místopředsedou (1948–1951) a předsedou (1951–1968) „obrozené“ Československé strany lidové. V letech 1948–1968 byl československým ministrem zdravotnictví. Mimo to byl vůdcem různých komunisty iniciovaných „katolických“ organizací, zejména Celostátního výboru katolického duchovenstva a Mírového hnutí katolického duchovenstva.
Byl poslancem národního shromáždění od roku 1945 do roku 1968 a poslancem federálního shromáždění od roku 1969 do roku 1981.

## Biografie

### Mládí a kariéra před rokem 1945
Pocházel z česko-německé rodiny, v dospělosti se hlásil k české národnosti. Vystudoval německé státní gymnázium v České ulici (1913–1921) a přešel do biskupského semináře. Ovládal několik jazyků – francouzštinu, ruštinu, němčinu, angličtinu, latinu; v semináři se věnoval také syrštině a arabštině. 5. července 1925 byl vysvěcen na kněze (byl evidován jako kněz německé národnosti). V letech 1931–1938 redigoval Farní věstník pro České Budějovice a okolní osady, angažoval se v katolických a českých vlasteneckých spolcích.
V roce 1939 působil v Rudolfově, kde kritizoval, zejména při svém posledním kázání, německou okupaci Československa. Dne 1. září 1939 byl preventivně zatčen gestapem a do roku 1945 vězněn v Linci a v koncentračních táborech Buchenwald a Dachau (v Dachau od 23. května 1942 až do jeho osvobození) jako vězeň číslo 4270. Po roce 1945 krátce opět sloužil jako kaplan v katedrále v Českých Budějovicích.

### Politická aktivita v letech 1945–1948
Již před druhou světovou válkou byl Josef Plojhar členem ČSL. Jako zasloužilý bojovník proti nacismu byl v roce 1945 zvolen předsedou jihočeské krajské organizace strany. V letech 1945–1946 byl poslancem Prozatímního Národního shromáždění za ČSL. Po parlamentních volbách v roce 1946 se stal poslancem Ústavodárného Národního shromáždění, opět za lidovce.
Již před rokem 1948 byl tajným členem KSČ (v dobovém slangu „ponorkou“). Agent StB kódovaný jako K-8, který měl být s Plojharem v Buchenwaldu, jej ve svém hlášení z této doby charakterizuje takto: člověk lehkovážné povahy, který má rád děvčata a rád pije a jako kněz není pobůžnůstkářský. S komunisty v Českých Budějovicích úzce spolupracuje. V soukromí rád hovoří o děvčatech. Umí několik řečí, měl poměr se strážníkovou manželkou, za což byl přeložen na venkov.

### Aktivita při únorovém převratu roku 1948
Během únorového převratu v roce 1948 zahájil Plojhar otevřenou spolupráci s komunisty. Za to byli ještě 24. února 1948 Plojhar a další prokomunistický aktivista Alois Petr vyloučeni z lidové strany. Oba ale své vyloučení ignorovali a za pomoci komunistických bojůvek, Ústředního akčního výboru Národní fronty a bezpečnostních složek ovládaných již komunisty, přebrali 25. února vedení tiskových závodů lidové strany i stranický sekretariát. Plojhar se pak dal „zvolit“ místopředsedou strany (předsedou strany se stal Alois Petr). K něčemu takovému mohlo dojít pouze díky mimostranickému zásahu komunistů, protože Plojhar neměl mezi řadovými lidovci žádnou autoritu, už tehdy byl mezi nimi považován za zrádce, odpadlíka a „padlého kněze“ a působil na věřící „jako rudý hadr na býka“. Omezenost jeho využití mimo struktury kolaborantských organizací a dosazeného vedení ČSL si dobře uvědomovala i řada komunistů. Např. místní komunističtí funkcionáři na Zlínsku se při vysvětlování svých neúspěchů při volbách v roce 1948 (neúspěch = vysoký podíl odevzdaných „bílých lístků“) výslovně zmiňovali, že jim pomoc Plojhara nijak neprospěla.

### Další politická kariéra po roce 1948
Pražský arcibiskup Josef Beran se rozhodl ukončit situaci, kdy katolický kněz v politice podporoval a prosazoval nelegitimní a nelegální plány komunistů: nařídil Plojharovi, aby rezignoval na své politické funkce, a zakázal mu kandidovat ve volbách roku 1948. Plojhar obě rozhodnutí ignoroval a ve volbách se stal za lidovce poslancem Národního shromáždění zvoleným ve volebním kraji České Budějovice. Mandát znovu získal ve volbách v roce 1954 a v parlamentu zasedal do roku 1960.
Beran ho suspendoval a exkomunikoval, čímž rozpoutal jeden z nejzuřivějších střetů mezi římskokatolickou církví a komunistickou vládou roku 1948. Přes enormní nátlak státu exkomunikaci nikdy neodvolal. V roce 1951 ji z Plojhara na nátlak komunistické vlády nad rámec svých pravomocí sňal pražský kapitulní vikář, čímž ovšem hrubě porušil církevní zákony a celý akt byl tudíž neplatný; navíc se mimo tuto konkrétní vyhlášenou exkomunikaci na Plojhara vztahovala celá řada dalších, např. exkomunikace komunistů z církve vyhlášená Svatým officiem a stvrzená papežem Piem XII. v roce 1949, exkomunikace participantů rozkolnické „Katolické akce“ z téhož roku a exkomunikace, která vyplynula mj. z toho, že Plojhar jakožto ministr zdravotnictví spolupřipravil a spoluprosadil zákon povolující interrupce (vydán v roce 1957).
Během února 1948 se stal členem vlády jako ministr zdravotnictví. Tuto funkci pak zastával až do roku 1968. Byl členem druhé vlády Klementa Gottwalda, vlády Antonína Zápotockého, první vlády Viliama Širokého, druhé vlády Viliama Širokého, třetí vlády Viliama Širokého a vlády Jozefa Lenárta. Je jedním z nejdéle sloužících ministrů v československých dějinách.
Trvale si udržoval vedoucí posty v rámci ČSL. Byl nejprve místopředsedou (od 1948) a po Petrově smrti r. 1951 předsedou tzv. „obrozené“ ČSL. Zastával i další funkce v tzv. Hnutí vlasteneckých kněží (předseda od roku 1948), tzv. Celostátním výboru katolického duchovenstva (předseda 1951–1968), Mírovém hnutí katolického duchovenstva (předseda), Svazu československo-sovětského přátelství (místopředseda 1952–1970). Od státu dvakrát obdržel Řád Klementa Gottwalda (1955, 1962) a nechal si i udělit čestný doktorát teologie na litoměřické Cyrilometodějské bohoslovecké fakultě (1950), který však katolická církev neuznala. V roce 1948 obdržel též Řád znovuzrozeného Polska (Order Odrodzenia Polski), což je druhý nejvyšší polský občanský řád.
Byl expertem komunistické vlády účastnícím se jednání s Československou biskupskou konferencí na přelomu 40. a 50. let a měl určitý vliv na její církevní politiku. Nesnášel arcibiskupa Berana a prosazoval co největší restrikce vůči jeho osobě. V roce 1956, když vláda jednala o Beranově propuštění z internace, byl Plojhar striktně proti.
Pro svou výbornou znalost němčiny byl ministr Plojhar častým členem zahraničních delegací, zejména do NDR. Usiloval o trvalé kontakty a spolupráci ČSL s východoněmeckou CDU; možnosti spolupráce byly však silně limitovány podřízeným postavením obou stran vůči komunistům.
Jeho sklon k nadměrnému pití gradoval až k chorobnému alkoholismu, který už nedokázal zakrýt ani před veřejností a ze kterého si otevřeně dělali legraci i ministři v (polo)oficiálních proslovech. Např. ministr kultury Kopecký ve svém projevu na schůzi ÚV KSČ v září 1959 přišel s touto „odlehčující odbočkou“: … v rámci diskuse, kterou jsme vedli ve vládě o boji proti alkoholismu, uplatňoval Josífek Plojhar velmi houževnatě své známé přísloví, že „alkohol hubí národy, ale jednotlivcům neškodí“. A také své druhé známé přísloví, že „je-li alkohol požíván v malých dávkách, neškodí v jakémkoliv množství“, k čemuž Josífek Plojharů obvykle dodává husitské heslo „na množství nehleďte“. Současníci vzpomínají, že dokázal upít i v pití kované ruské maršály, kteří jej oslovovali „Tovarišč pop“. Dobový vtip rovněž předpovídal, že se Plojhar stane papežem a dá si jméno „Piju třináctý“.
Na jaře 1968 byl zbaven předsednictví v ČSL. Po srpnové invazi se již vrátit nemohl: byl příliš zkompromitovaný a neměl dost sil, aby udržel stranu v liniích, které jí určila KSČ; obdržel tedy alespoň čestné předsednictví. Po federalizaci Československa se vrátil i do nejvyšších zákonodárných sborů. Ve volbách v roce 1976 byl zvolen poslancem Sněmovny lidu Federálního shromáždění. Mandát získal i ve volbách v roce 1981. Na postu poslance setrval až do své smrti o pár měsíců později.
Zemřel na sovětském velvyslanectví, které navštívil u příležitosti recepce na oslavu VŘSR. Pohřbíval jej jeden z jeho kolegů kolaborantů, protože kardinál Tomášek i přes nátlak komunistické vlády striktně odmítl možnost, že by ho mohl pohřbít on nebo kterýkoliv z ordinářů.
Státní pohřeb se konal v pátek 13. listopadu 1981. Oficiální část proběhla v budově Federálního shromáždění a poté byla rakev převezena na Olšanské hřbitovy. V ústřední kapli Olšanských hřbitovů vykonal smuteční obřady děkan vyšehradské kapituly ThDr. B. Černocký. Rakev byla spuštěna do hrobu za zvuků Beethovenovy skladby Anděl lásky.
V očích lidovců a katolíků se jméno Plojhar stalo synonymem pro zrádce a odpadlíka.

### Působení na ministerstvu zdravotnictví
Během působení Josefa Plojhara v čele ministerstva zdravotnictví byly přijaty zejména tyto zákony a nařízení:
- zákon o zestátnění léčebných a ošetřovacích ústavů a organizaci státní ústavní léčebné péče (vešel v platnost dne 3. 8. 1948),
- zákon č. 103/1951 Sb., o jednotné preventivní a léčebné péči v ČSR; tento zákon byl později nahrazen zákonem č. 20/1966 Sb., o péči o zdraví lidu,
- nařízení ministra zdravotnictví č. 24/1952 Sb., o organisaci preventivní a léčebné péče,
- zákon č. 4/1952 Sb., o hygienické a protiepidemické péči,
- nařízení ministerstva zdravotnictví č. 42/1956 Sb., o hygienické ochraně práce, které bylo později nahrazeno zákonem č. 65/1961 Sb., o bezpečnosti a ochraně zdraví při práci,
- zákon č. 68/1957 Sb., o interrupci, kterým se tento zákrok stal legální s tím, že zákrok byl podmíněn podáním žádosti a schválením komisí.

Během působení Josefa Plojhara v čele ministerstva zdravotnictví byl zvýšen počet nemocnic. Podstatně byl zvýšen počet lůžek ve zdravotnických zařízeních v přepočtu na počet obyvatel. Podstatně se snížila kojenecká a novorozenecká úmrtnost.